# Donato Fezzuoglio
Donato Fezzuoglio (Bella, 27 maggio 1976 – Umbertide, 30 gennaio 2006) è stato un militare italiano, carabiniere scelto, morto in servizio nel tentativo di sventare una rapina.
Il 30 gennaio 2006 quattro rapinatori armati facevano irruzione nella filiale di Umbertide del Monte dei Paschi di Siena, sfondando una delle vetrine dell'istituto di credito con un'auto-ariete.
Allertati dal Nucleo Radiomobile di Città di Castello, Fezzuoglio ed un collega si portarono sul luogo dell'evento, dove ingaggiarono con i rapinatori un violento conflitto a fuoco. 
I due militari tentarono di interrompere la rapina adottando le precauzioni necessarie per evitare il coinvolgimento di passanti, mentre i rapinatori reagirono con un intenso fuoco di pistole e armi automatiche, tra cui almeno un fucile d'assalto AK-47 Kalashnikov. Fezzuoglio, riparatosi dietro allo sportello dell'automobile, fece appena in tempo ad esplodere sei colpi, prima di cadere a terra colpito a morte da un colpo fatale alla schiena. Lasciava la giovane moglie venticinquenne ed un figlio di appena sei mesi. Una sorte migliore toccò al suo collega, l'appuntato Enrico Monti, che rimase ferito in modo non grave alla schiena. I rapinatori riuscirono a fuggire, fermando un'automobile che si trovava a passare in quel momento e sparando alle gambe a due persone.
L'udienza preliminare per l'indagine sull'omicidio di Fezzuoglio, svoltasi nel giugno 2011, si è conclusa con il rinvio a giudizio di Pietro Pala e Raffaele Arzu (già inserito nell'elenco dei trenta latitanti più pericolosi d'Italia, prima del suo arresto avvenuto l'8 dicembre 2009) e il non luogo a procedere nei confronti di Pietro Roberto Fragata e Fabrizio De Montis. Da alcune intercettazioni ambientali nell'auto di Pala, emergerebbe che questi sia stato l'esecutore materiale dell'uccisione. Il 12 maggio 2013 dopo 17 ore di camera di consiglio, vengono condannati all'ergastolo Raffaele Arzu e Pietro Pala. 
Il 4 ottobre 2014 vengono confermati in appello gli ergastoli per i due colpevoli. Nel 2016 la condanna all'ergastolo viene confermata in Cassazione.

## Riconoscimenti
Immediatamente l'amministrazione comunale di Umbertide intitolò a Fezzuoglio una strada, seguita oltre due anni dopo questi tragici fatti dall'Arma dei Carabinieri che, il 21 giugno 2008, intitolò alla memoria del militare ucciso la stazione dei Carabinieri di Umbertide. Nell'occasione fu scoperta una lapide che lo descriveva come "fulgido esempio di eroismo, di elette virtù militari ed altissimo senso del dovere, spinti fino all'estremo sacrificio".
Il 16 maggio 2015 gli viene dedicata a Tricarico (MT) una sezione associazione nazionale dei carabinieri.